# Belgaum
Belgaum, ufficialmente Belagavi, è una suddivisione dell'India, classificata come municipal corporation, di 399.600 abitanti, capoluogo del distretto di Belgaum e della divisione di Belgaum, nello stato federato del Karnataka. In base al numero di abitanti la città rientra nella classe I (da 100.000 persone in su).

## Geografia fisica
La città è situata a 15° 52' 0 N e 74° 30' 0 E e ha un'altitudine di 750 m s.l.m..

## Società

### Evoluzione demografica
Al censimento del 2001 la popolazione di Belgaum assommava a 399.600 persone, delle quali 204.846 maschi e 194.754 femmine. I bambini di età inferiore o uguale ai sei anni assommavano a 45.015, dei quali 23.351 maschi e 21.664 femmine. Infine, coloro che erano in grado di saper almeno leggere e scrivere erano 312.148, dei quali 169.929 maschi e 142.219 femmine.